# White Horse (canção)
"White Horse" é uma canção da cantora e compositora estadunidense Taylor Swift, gravada para o seu segundo álbum de estúdio Fearless. Foi lançada como o segundo single do disco em 8 de dezembro de 2008. Sua escrita ocorreu após a intérprete acreditar que o cara com o qual estava namorando era o seu "príncipe encantado", mas com o tempo percebeu que ele não era. A faixa retrata o momento em que a artista aceitou o fim de seu relacionamento. Inicialmente, o trabalho não seria incluído no Fearless, pois Swift acreditava que seu álbum já apresentava tristeza suficientemente. Os planos da cantora mudaram após a obra ser uma das músicas selecionadas para a trilha sonora da série de televisão Grey's Anatomy. Musicalmente, "White Horse" é uma canção de country pop, com o uso do violão acústico, piano e violoncelo, além de uma produção escassa para enfatizar os vocais da intérprete. Liricamente, o tema fala sobre a dor e a desilução de um fim de um relacionamento, com a artista afirmando que a vida não é um conto de fadas.
"White Horse" foi extremamente elogiada pela crítica, com muitos afirmando que se tratava do melhor trabalho de todo o Fearless. A canção também venceu duas categorias do Grammy, o de "Best Country Song" e "Best Female Country Vocal Performance". Em termos comerciais, a faixa obteve um desempenho mais moderado, conseguindo aparecer somente nas paradas musicais da Austrália, Canadá, Estados Unidos e Reino Unido. Nos Estados Unidos, atingiu a 13.ª posição da Billboard Hot 100, e foi certificada com o disco de platina pela Recording Industry Association of America (RIAA), devido às mais de um milhão de cópias vendidas em território estadunidense.
Seu vídeo acompanhante foi dirigido por Trey Fanjoy, que já havia trabalhado com a cantora em vários de seus videoclipes anteriores. O enredo da produção apresenta Swift com um namorado novo, no qual ela acredita ser a melhor coisa que já aconteceu consigo. Mais tarde, a artista descobre que seu parceiro já estava em um relacionamento de anos com outra mulher. O vídeo aborda esta perspectiva, com a protagonista arrasada após descobrir a traição, mas ao mesmo tempo sentindo-se como se tivesse destruindo o relacionamento de outras duas pessoas, mesmo sem saber. A obra recebeu várias interpretações ao vivo como parte da sua divulgação, como no anúncio dos indicados ao Grammy e no programa de televisão Dancing with the Stars. Também foi incluída na primeira turnê mundial da intérprete, a Fearless Tour (2009-10). Durante uma entrevista para a revista Cosmopolitan, Swift afirmou que "White Horse" era uma de suas canções favoritas para se apresentar ao seu público, pois a fazia se sentir poderosa quando a canta ao vivo.

## Antecedentes e desenvolvimento
Em 12 de setembro de 2008, Taylor Swift lançou o primeiro single de seu novo projeto, uma música chamada "Love Story". A canção foi escrita após um namorado da cantora não ser bem aceito por sua família e amigos. A intérprete então relacionou esta situação com a obra Romeu e Julieta (1597) de William Shakespeare. No entanto, ela substituiu o final trágico do romance de Shakespeare por um final feliz. As letras apresentaram a perspectiva de Swift interpretando a personagem Julieta. Uma semana depois, a artista iniciou a composição de uma faixa que viria a ser "White Horse", quase um ano antes do lançamento oficial do Fearless. As duas músicas apresentam disparates líricos. Enquanto "Love Story" fala sobre um romance proibido com um final feliz, "White Horse" retrata a protagonista afirmando que a vida não é um conto de fadas. A cantora explicou esta divergência entre os dois temas: "[...] há diferentes contos de fadas, e às vezes eu acredito neles e às vezes não. E em momentos do disco como em 'White Horse', é uma canção sobre, 'uau, isso não é um conto de fadas, não é? [...] É [sobre como] eu estou chegando a esta conclusão de que não existe o conto de fadas em tudo - esta é a vida real. E depois há "Love Story", que é sobre o otimismo completo. [...] Eu acho que é importante manter ambos os lados. Você sabe, a espécie de ser um pouco cético em relação a isso, mas, em seguida, você se encontra na pessoa certa, só para acreditar que vai ser perfeito".

"Quando somos garotinhas, nossos pais leem para nós contos infantis. E nós achamos que algum dia um Príncipe Encantado vai vir, e vai ter uma capa branca e nos colocar em um pedestal. E o vilão se veste de preto e sempre sabemos quem é aquele cara. Mas o que não percebemos é que, na realidade, o vilão está usando jeans. E ele é bonito. E ele é charmoso, faz você rir, e você acreditar nele. Você acha que ele é um cara bom. Então, você percebe que ele não é."

—Taylor Swift explicando a temática principal de "White Horse".
Swift iniciou a escrita da música com o primeiro verso. Ela, então, fez um telefonema para a compositora Liz Rose, que trabalhou com a cantora em quase todas as faixas de seu primeiro álbum de estúdio epônimo, pedindo sua ajuda para finalizar uma música; as duas completaram a composição em aproximadamente quarenta e cinco minutos. A canção foi inspirada em um ex-namorado da intérprete, quando ela achou que o mesmo seria o seu príncipe encantado, mas com o fim do relacionamento, percebeu que não era. Segundo a artista, foi o seu ex que provocou a canção, mas conforme ela ia escrevendo, derivava desta direção. Os versos de "White Horse" são focados no momento em que Swift reconheceu que seu relacionamento havia acabado. Ela disse que tudo após esse momento particular centrou em torno da recuperação emocional e, por isso, considerou o aspecto mais solene de uma separação: "Para mim, 'White Horse' trata do que, na minha opinião, é a parte maior de um coração partido em uma separação - aquele momento em que você percebe que todos os sonhos que teve, todas essas visões sobre estar com aquela pessoa, tudo isso desaparece".
Originalmente, a canção não seria incluída no Fearless, devido a Swift acreditar que a tristeza já estava representada com precisão no disco; com isso, ela estava planejando inserir a faixa em seu terceiro álbum de estúdio, que viria a ser Speak Now (2010). No entanto, os planos mudaram após a agência da cantora em Los Angeles marcar uma reunião dela com Betsy Beers e Shonda Rhimes, duas produtoras da série favorita da intérprete, Grey's Anatomy. Eles discutiram a inclusão de uma música de Swift na série. Durante o encontro, a artista decidiu se apresentar para as profissionais com "White Horse", acompanhada de um violão acústico. Beers e Rhimes ficaram impressionadas e disseram para Swift que responderiam via telefone, logo que possível. A cantora decidiu não inserir a obra na tracklist do Fearless até receber uma resposta das produtoras. Quando elas afirmaram que estavam interessadas na música, a musicista e Nathan Chapman, o produtor da música, a gravaram rapidamente em estúdio, e a equipe do seriado decidiu usar a canção. "White Horse" foi executada no primeiro episódio da quinta temporada do programa, intitulado "Dream a Little Dream of Me", que foi exibido em 25 de setembro de 2008 nos Estados Unidos. Mais tarde, a artista comentou: "Você deveria ter visto as lágrimas escorrendo pelo meu rosto quando recebi o telefonema de que eles iriam usar essa música em 'Grey's'. Eu nunca estive tão animada."
| “ | É uma das músicas em que eu sinto-me realmente orgulhosa no álbum porque é muito escassa: é apenas o violão, o piano e o violoncelo. Ele fala sobre cair dentro de um relacionamento e os contos de fadas que você vai ter com essa pessoa, e depois há aquele momento em que você percebe que isso não vai acontecer. | ” |

## Composição
"White Horse" é uma canção de country pop com uma duração de três minutos e cinquenta e cinco segundos. A faixa é categorizada como uma balada, e está escrita na tonalidade de dó maior e no tempo de assinatura comum infundida no metrônomo de noventa e duas batidas por minuto. O vocal da artista varia entre a nota sol de três oitavas e lá de quatro. Sua instrumentação é composta principalmente de um violão acústico e de um piano suave, apresentando também toques de violoncelo. A produção, no entanto, é escassa, deixando a ênfase nos suaves e sussurrados vocais da intérprete.
O título da música refere-se a um símbolo presente nos contos de fadas, em que príncipes encantados surgem nas histórias montados em um cavalo branco. Durante a canção, Swift também canta: "Agora é tarde demais para você e seu cavalo branco chegarem". Os versos da faixa são interpretados em primeira pessoa, com a cantora refletindo sobre um de seus relacionamentos, que no início parecia um conto de fadas, mas que logo depois se desfez: "Eu não sou uma princesa / Isso não é um conto de fadas / Eu não sou aquela que você quer agradar / E que você conduz pela escadaria". A música aborda temas como dor e ilusão sob a perspectiva da realidade, e foi inspirada em um garoto que partiu o coração de Swift e, depois, tentou reconquistá-la. Diversos críticos musicais observaram uma disparidade lírica entre "White Horse" e "Love Story". Kate Kiefer da revista Paste, por exemplo, comentou que em "White Horse" "Swift retira tudo o que havia dito em 'Love Story'". Segundo a artista, isso ocorreu pois o rapaz da canção anterior a fazia lembrar de uma série de contos de fadas e príncipes encantados.

## Recepção da crítica
| Críticas profissionais | Críticas profissionais |
| Avaliações da crítica  | Avaliações da crítica  |
| Fonte                  | Avaliação              |
| ---------------------- | ---------------------- |
| About.com              | (positiva)             |
| Billboard              | (positiva)             |
| Country Universe       | (A-)                   |
| Slant Magazine         | (positiva)             |

Após o seu lançamento, "White Horse" recebeu comentários extremamente positivos da crítica especializada, com muitos a nomeando como o melhor trabalho de todo o Fearless. August Brown, da revista Los Angeles Times, comparou a faixa com "Jolene" (1973) da cantora country Dolly Parton, afirmando que Swift havia se inspirado em trabalhos clássicos da música country; ele também escreveu que "o narrador da música 'Jolene' de Dolly Parton teria reconhecido esta situação [de cavalos brancos e contos de fadas] em singles mais dolorosos, como "White Horse" e poderia ter aplaudido Swift por ter o bom senso de seguir já [este tema]. Mas Swift é muito romântica, deleitando-se com detalhes líricos, como a sensação de uma 'varanda, ao ar de verão' e sua frustação com o amor sem derramamento de sangue". Wes Laurie do site Yahoo! declarou que na música "Taylor Swift leva a abordagem realista para os devaneios de uma garotinha pequena e seus jogos de fantasias". Jonathan Keefe da Slant Magazine classificou "White Horse" como uma "linda balada com um gancho de destaque" e a considerou "facilmente como a melhor música" do Fearless. Ele declarou ainda que nesta faixa, a cantora "faz uso de uma já gasta imagem clichê que não é utilizada de qualquer jeito em um romance literário".
Um escritor não creditado, da revista Billboard, disse que a obra é uma "bonita e discreta balada que mostra a habilidade [da artista] com a criação dos versos e chama a atenção para a sua suave assinatura e que os seus vocais românticos caem como uma luva". O crítico continuou: "Musicalmente e materialmente, esta é a antítese do seu single anterior 'Love Story', que conta com uma melodia otimista e com um final feliz ao terminar. Nesta balada pungente, Swift analisa o que acontece quando o conto de fadas cai por terra. [...] Seus sucessos anteriores exploraram as alegrias e as decepções do amor a partir de uma perspectiva decididamente jovem, mas esta [música] esforçadamente angustiante é algo que todos podem se relacionar. Nunca um coração partido soou tão convincente". Kevin John Coyne do site Country Universe escreveu que "Swift usa a imagem padrão do príncipe encantado em um cavalo branco, e que isso é apenas algo sobre um conto de fadas que não se tornou real e que a faz [a música] soar como um pouco mais country e muito mais relevante que 'Love Story'". Coyne também afirmou que "White Horse" tratava-se da melhor gravação da intérprete até aquele momento, "em que seu vocal discreto serve-lhe bem". Ele completou esta afirmação dizendo o seguinte: "Ela [Swift] está cantando como uma compositora eficaz aqui, e a abordagem confessional e discreta funciona bem. Felizmente, antes que tudo fique como um café entre nós, uma seção de cordas chega para a catraca, aumentando a intensidade emocional sem prejudicar o desempenho da artista". Kevin terminou sua resenha dando uma nota "A-" para "White Horse".
Lucy Davies da BBC disse que "White Horse" demonstrou como repetitivo os temas líricos do Fearless eram. No entanto, ela notou que nesta faixa Swift recicla a expressão de "cara de anjo" utilizada na faixa anterior que antecede a esta no seu disco, "Hey Stephen". Já Sean Dooley do About.com escreveu: "O que torna "White Horse" tão eficaz é a forma de como Swift capta perfeitamente esse momento doloroso em um relacionamento, quando você percebe que o conto de fadas acabou. [...] Swift surge destruída [emocionalmente] enquanto lamenta a perda de algo que parecia tão perfeito no início". Mais tarde, durante uma resenha do Fearless, Sean Dooley comentou novamente sobre esta faixa, declarando que era uma das melhores do álbum da cantora. Na 52.ª edição do Grammy Awards, "White Horse" venceu as duas categorias em que concorria, a de "Best Country Song" e "Best Female Country Vocal Performance".

## Vídeo musical

Na imagem acima, Swift é vista se divertindo com o seu namorado (Stephen Colletti). Na imagem abaixo, a cantora está chorando, após descobrir que seu parceiro já estava em um relacionamento de anos com outra mulher, antes mesmo de conhecê-la.

O vídeo musical acompanhante para "White Horse" foi dirigido por Trey Fanjoy, que já havia trabalhado com a cantora em vários de seus videoclipes anteriores. Swift comentou que Fanjoy foi a sua primeira escolha para dirigir o vídeo, pois a diretora havia entendido o sentido da história que ela queria levar para seu novo vídeo, e sabia como fazer algo diferente das outras produções videográficas da cantora. O enredo da trama está centrado na infidelidade. No entanto, como este tema já havia sido abordado em outro clipe anterior da artista, "Picture to Burn" (2007), o cenário sofreu modificações, pois Swift acreditava que era inevitável a abordagem deste assunto no vídeo. A personagem principal foi concebida como uma Swift que está em um relacionamento com alguém infiel. Entretanto, esta pessoal infiel já estava em um relacionamento com outra pessoa há anos, e a artista sente-se como se fosse ela a "amante". "Esta menina se apaixona por este cara e ele é perfeito. Ele é perfeito. Ele é adorável. Ele é charmoso. Ele é cativante. Ela se apaixona por ele. Então, ela começa a perceber que está levando uma vida dupla. Ele já estava em um relacionamento anos antes de ele conhecê-la. [...] E, então, você se sente como a única pessoa que estava destruindo um relacionamento, mesmo sem saber", comentou Swift.
O ator estadunidense Stephen Colletti foi o escolhido por Swift para interpretar o seu interesse amoroso. Ela o conheceu após vê-lo atuar no reality show Laguna Beach: The Real Orange County, onde viu que era um rapaz "bonito". Mais tarde, a cantora viu novamente este mesmo ator, desta vez, na série de televisão One Tree Hill, onde ela ficou impressionada com suas habilidades em atuação; sendo assim, Stephen Colletti foi contratado para interpretar o personagem. Swift também escolheu este ator por conta de seu "doce e cativante comportamento". Como resultado, o personagem dele poderia aparentar ser muito leal, como se fosse incapaz de trair alguém. "Isso é sempre a coisa mais difícil, quando alguém já te enganou tanto que você acha que nunca mais vai se machucar. Então eles fazem isso de novo [trair]. É aí que você tem o seu pior desgosto", disse Swift.
O vídeo foi filmado em apenas um dia de janeiro de 2009, com as gravações ocorrendo na cidade de Nashville, no Tennessee. As cenas de Swift e Colletti juntos e se divertindo foram as primeiras a serem rodadas; logo depois, foi gravada as cenas da artista em um restaurante, ao ar livre e, por fim, dela chorando sozinha em uma sala de estar. Coincidentemente, no dia em que o clipe estava sendo filmado, houve uma forte tempestade de chuva, o que foi positivo para Swift, uma vez que o conceito de chuva corresponde com a sensação sombria e escura do vídeo. A intérprete também afirmou que a chuva ajudou a transformar o clipe em algo menos colorido e sua iluminação mais sensata, deixando fixo os tons suaves da produção. As cenas finais foram as mais difíceis, pois envolvia Swift chorando. A artista atribuiu a dificuldade em chorar [na hora da gravação] ao grande número de pessoas a observando, algo que ela não estava acostumada ao se derreter em lágrimas. No entanto, a diretora do vídeo, Trey Fanjoy, que já foi atriz, guiou a cantora a pensar de forma mais solene, e, assim, completar a cena de forma mais eficiente. Fanjoy acabou por afirmar que as tomadas demonstraram o quão excepcional atriz Swift é, acrescentando que ela capturou a sua orientação muito bem. Segundo a artista, a cena final demorou mais de três horas para ser gravada.
O vídeo se inicia focado na boca de Swift e Colletti, enquanto eles falam um com o outro, através do telefone. O ator começa falando: "Tudo que eu quero é você. Você me ama?". A artista diz que sim e ele pede outra chance. O vídeo então transita para uma cena da cantora sentada no chão de uma sala de estar, sozinha e chorando, e a música se inicia. Neste momento, ela se relembra de seu relacionamento com Colletti, mostrando ao espectador, como um flashback, cenas dos dois juntos em um sofá marrom e jogando um baralho de cartas. Na tomada seguinte, Swift é vista em um restaurante com uma amiga. Nesta cena, ela conta o quanto o rapaz é maravilhoso e como ele é a melhor coisa que já aconteceu consigo. Sua amiga não partilha o mesmo entusiasmo, e a diz "tem uma coisa que você precisa saber sobre ele", e conta sobre sua traição, e seu relacionamento de anos com outra garota. As duas conversam e, em seguida, Swift é vista andando nas ruas de Nashville durante a noite. Ela vai até a casa de Colletti, e vê ele chegando com uma sacola de mantimentos; os dois olham um para o outro, até uma mulher ruiva sair da porta da casa de Colletti. Em pânico, Swift foge e a produção transcede para a chamada telefônica, do início do clipe, com Colletti repetindo: "Você vai me dar outra chance?". Neste momento, diversas cenas rápidas de flashback surgem ao espectador, e, após a conclusão delas, Swift nega o pedido, desligando o telefone, e caindo em lágrimas. O videoclipe estreou oficialmente em 7 de fevereiro de 2009, no canal de televisão estadunidense CMT.

## Apresentações ao vivo

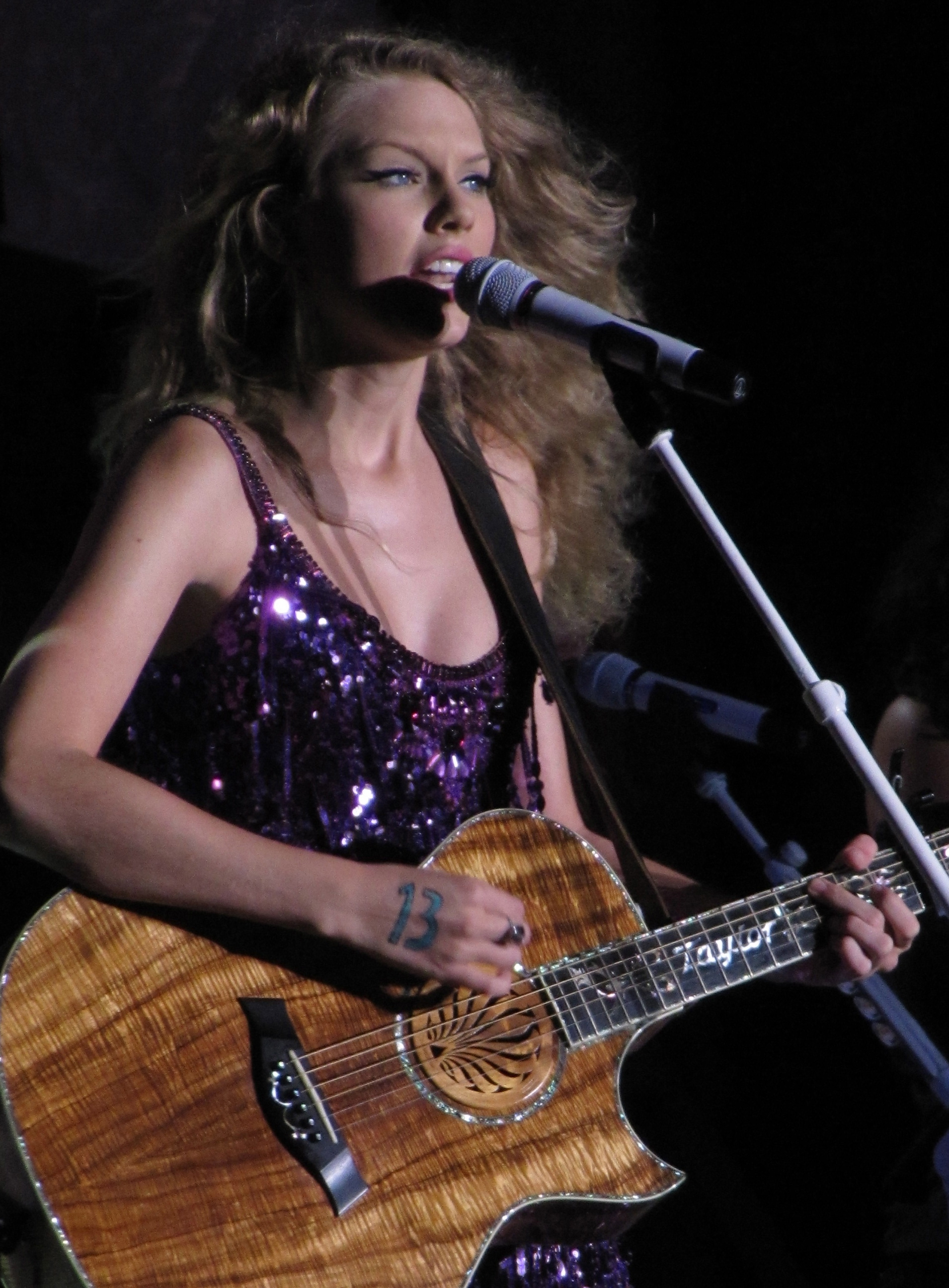
Swift interpretando "White Horse" no Cavendish Beach Music Festival de 2010, no Canadá.

Em 29 de novembro de 2008, ocorreu no American Music Awards a primeira apresentação televisionada de "White Horse". Nesta ocasião, Swift apresentou a música usando um longo vestido branco e sentada em um grande sofá com estampas florais. Mais tarde, a cantora participou do anúncio dos indicados ao Grammy, onde cantou esta canção juntamente com um cover de "I'm Sorry" (1960) da cantora estadunidense Brenda Lee. Continuando com o processo de divulgação nos Estados Unidos, Swift interpretou a faixa em diversos programas e eventos, incluindo o AOL Sessions, o Studio 330 Sessions, o CMA Music Festival, o V Festival, o concerto australiano de caridade Sydney Sound Relief, o festival canadense Cavendish Beach Music Festival, e o programa de televisão Dancing with the Stars. A cantora também inseriu "White Horse" em sua primeira turnê mundial, a Fearless Tour. Durante as performances, Swift usava um vestido de cor pastel, com apenas um violão e de pé, na beira do palco. Em 22 de maio de 2009, durante um show de sua turnê na arena Staples Center, em Los Angeles, a artista fez um dueto de "White Horse" com o cantor John Mayer. Em dezembro de 2012, durante uma entrevista para a revista Cosmopolitan, Swift afirmou que "White Horse" é a canção que a faz se sentir mais poderosa ao cantar ao vivo; a artista declarou: "[White Horse] é uma música que eu sempre tive orgulho, porque ela é sobre esse sentimento horrível de uma relação unilateral que não é equilibrada, é unilateral. Você claramente o ama mais do que ele ama você, e você sabe disso. E é um sentimento de enfraquecimento, mas também é um sentimento muito intoxicante. E em um monte de vezes, meninas irão acabar nesses relacionamentos onde ele não está dando nada a você, então você pegará as migalhas. Na minha mente, o que mais dói é o que eles [os caras] não disseram. É quando eles sabiam que eu precisava ouvir alguma coisa e eles não diziam. Eles sabiam que eu precisava de um compromisso de lealdade ou de confiança, que eles não iriam me dar". Entretanto, é importante ressaltar que mesmo com essas declarações, "White Horse" não esteve presente na setlist de nenhuma das turnês seguintes da artista.

## Desempenho nas paradas musicais
Em 29 de novembro de 2008, "White Horse" estreou na 13.ª posição da Billboard Hot 100, uma parada musical que lista as cem músicas mais vendidas e tocadas a cada semana nos Estados Unidos. Sua aparência na parada, juntamente com a de mais outras seis canções do Fearless, fez com que Taylor Swift empatasse com Hannah Montana (Miley Cyrus) na lista das artistas femininas com mais músicas na Billboard Hot 100 em uma mesma semana, um recorde que mais tarde Swift venceu em 2010, ao colocar onze canções de seu disco Speak Now entre os cem mais vendidos de uma vez só. Na edição seguinte, "White Horse" caiu para a 56.ª colocação. Depois de semanas de instabilidade, em 25 de abril de 2009, a faixa foi listada pela última vez na Billboard Hot 100, no posto de número 44, saindo da parada após permanecer por 22 semanas. A obra é uma das treze faixas do Fearless que se posicionaram entre os quarenta primeiros da Billboard Hot 100, sendo um recorde para um único álbum conseguir tantas canções no top 40. O single foi certificado com o disco de platina pela Recording Industry Association of America (RIAA), devido às vendas de mais de um milhão de cópias em território estadunidense. Até novembro de 2017, "White Horse" já havia comercializado 2.000.000 de cópias nos Estados Unidos.
O single também apareceu na Billboard Country Songs, que lista as músicas country mais tocadas nas rádios desse gênero; "White Horse" estreou na 37.ª posição, pulando para a 26.ª em sua segunda semana. Em 14 de fevereiro de 2009, a faixa ficou entre os dez primeiros colocados, tornando-se na sétima canção consecutiva de Swift a ficar no top 10. Em 4 de abril de 2009, a música ficou na segunda colocação; foi impedida de chegar ao topo por "It Won't Be Like This For Long" do cantor Darius Rucker. Ficou na vice-liderança por duas semanas, até cair para a posição de número sete. No total, a obra se posicionou na Billboard Country Songs por vinte semanas.
Internacionalmente, "White Horse" conseguiu listar-se somente nas paradas musicais da Austrália, Canadá e Reino Unido. No Canadá, a canção atingiu a 43.ª colocação, em 24 de janeiro de 2009, sendo a sua posição mais alta no país. Mais tarde, foi certificada com o disco de ouro pela Music Canada, pelas mais de 40.000 unidades vendidas em território canadense. Na Austrália, a faixa obteve o 41.º lugar como melhor, enquanto no Reino Unido conseguiu o de número sessenta seis, ficando na parada musical britânica por apenas uma semana.
| País – Parada musical (2008-09)          | Melhor posição |
| ---------------------------------------- | -------------- |
| Austrália – ARIA Charts                  | 41             |
| Canadá – Canadian Hot 100                | 43             |
| Estados Unidos – Billboard Hot 100       | 13             |
| Estados Unidos – Billboard Country Songs | 2              |
| Reino Unido - UK Singles Chart           | 60             |

| Austrália (ARIA)                                                       | Ouro    | + 35.000^ |
| Canadá (Music Canada)                                                  | Ouro    | + 40.000^ |
| Estados Unidos (RIAA)                                                  | Platina | 2.000.000 |
| "^" Número de vendas definido com base apenas no nível de certificação |         |           |

## Créditos
Lista-se abaixo os profissionais envolvidos na elaboração de "White Horse", de acordo com o encarte do álbum Fearless:
- Taylor Swift — vocal, composição, produção;
- Liz Rose — composição;
- Nathan Chapman — produção, guitarra acústica, guitarra elétrica, bandolim, órgão hammond B3, piano, steel guitar, percussão;
- Chad Carlson — gravação;
- Scott Borchetta — produção executiva;
- Justin Niebank — mixagem;
- Steve Blackmon — assistente de mixagem;
- Bryan Sutton — guitarra acústica, bandolim;
- Kenny Greenberg — guitarra elétrica;
- Grant Mickelson — guitarra elétrica;
- Tim Marks — baixo;
- Amos Heller — baixo;
- Nick Buda — bateria;
- John Keefe — bateria;
- Ilya Toshinsky — banjo;
- Tony Harrell — órgão hammond B3, piano;
- Tim Lauer — órgão hammond B3, piano;
- Rob Hajacos — fiddle;
- Eric Darken — percussão, vibrafone;
- Al Wilson — percussão.

## White Horse (Taylor's Version)
Em 11 de fevereiro de 2021, Swift anunciou no programa de televisão Good Morning America que uma versão regravada de "White Horse", intitulada "White Horse (Taylor's Version)", seria lançada em 9 de abril de 2021 como a primeira faixa de Fearless (Taylor's Version), a versão regravada de Fearless.